# Rožni koren
Rožni koren (znanstveno ime Rhodiola rosea), znan tudi pod imenom roženburc, je cvetoča trajnica iz družine tolstičevk. Raste v hladnih območjih sveta, vključno z Arktiko, gorah v Srednji Aziji, razpršeno po vzhodni Severni Ameriki od Baffinovega otoka do gora v Severni Karolini in goratih delih Evrope, kot so Alpe, Pireneji in Karpati, Skandinavija, Islandija, Velika Britanija in Irska. Raste na obmorskih pečinah in v gorah do višine do 2280 m. Več poganjkov raste iz ene same debele korenine. Poganjki lahko zrastejo od 5 do 35 cm v višino. Rastline so lahko ženske ali moške.

## Opis
Rožni koren je 5 do 35 centimetrov visoka mesnata rastlina. Ima več stebel, ki rastejo iz kratke korenike. Cvetovi imajo 4 venčne in 4 rožne liste, rumeno do zelenorumene, včasih rdeče barve. Cvetovi so veliki 1-3,5 mm. Rožni koren cveti poleti.

## Taksonomija
Rožni koren je prvič opisal Dioscorides v De Materii Medici.

## Uporaba

### V prehrani
Nadzemni del rastline je užiten in v nekaterih delih sveta se uporablja kot dodatek k solatam.

### V zdravstvu
V Rusiji in Skandinaviji se rožni koren že stoletja uporablja v bitki s hladnim sibirskim podnebjem in stresnim življenjskim slogom. Rastlina se uporablja v tradicionalnem kitajskem zdravilu, ki mu pravijo hong džing tjan. To zdravilo se uporablja za preprečevanje višinske bolezni.

## Zdravilni učinki
Raziskave glede rožnega korena si med seboj nasprotujejo. Medtem ko nekateri dokazi pravijo da naj bi rastlina pomagala pri zviševanju fizične zmogljivosti in zmanjšanju psihične utrujenosti, metodološke napake omejujejo točnost ocene učinkovitosti. Za pravo oceno učinkovitosti rožnega korena pri utrujenosti bodo potrebne nadaljnje študije. Ameriški urad za hrano in zdravila (FDA) ne priznava učinkovitosti pripravkov iz rožnega korena za zdravljenje, lajšanje ali preprečevanje katerekoli bolezni. Pravzaprav je administracija odstranila nekatere izdelke, ki so vsebovali rožni koren, s trga zaradi spornih trditev, da zdravi raka, anksioznost, gripo, navadni prehlad, bakterijske infekcije in migrene.

## Kemična sestava
Znanstveniki so identificirali 140 kemičnih snovi v podzemnih deli rožnega korena. korenina rožnega korena vsebuje fenole rosavin, rosin, rosarin, organske  kisline, terpenoide, fenolkarbonične kisline in njihove derivate, flavonoide, antrakinone in alkaloide. Kemična sestava eteričnega olja korenine rožnega korena se razlikuje v različnih regijah, tako ima rožni koren iz Rusije najvišje koncentracije rosarina, rosavina in rosina, glavni sestavini eteričnega olja rožnega korena, ki raste v Bolgariji, pa sta geraniol in mirtenol. Na Kitajskem sta glavni sestavini geraniol in 1-oktanol, v Indiji pa je glavna sestavina feniletilalkohol. Rosavin, rosarin, rosin in salidrosid so med domnevnimi aktivnimi učinkovinami rožnega korena. Zaenkrat ni nobenih dokazov, da imajo te učinkovine kakršnekoli fiziološke učinke, ki bi lahko zmanjšali ali preprečili tveganje za razvoj bolezni pri človeku.